# Hygrocybe citrinopallida
Hygrocybe citrinopallida är en svampart som först beskrevs av A.H. Sm. & Hesler, och fick sitt nu gällande namn av Kobayasi 1971. Hygrocybe citrinopallida ingår i släktet Hygrocybe och familjen Hygrophoraceae.  Arten är reproducerande i Sverige. Inga underarter finns listade i Catalogue of Life.